# NGC 6107
NGC 6107 é uma galáxia elíptica (E) localizada na direcção da constelação de Corona Borealis. Possui uma declinação de +34° 54' 08" e uma ascensão recta de 16 horas, 17 minutos e 20,1 segundos.
A galáxia NGC 6107 foi descoberta em 1 de Julho de 1880 por Édouard Jean-Marie Stephan.